# ゲオルク・コップラッシュ
ゲオルク・コップラッシュ（Georg Kopprasch, 生没年不詳）は、19世紀前半のドイツの作曲家、ホルン奏者。姓はコプラッシュ、コープラッシュなどと表記されることが多い。ホルンの学習によく用いられる練習曲集「ホルンのための60の練習曲」（以下、「60の練習曲」と略す）の作者として名が残っている。

## 生涯
コップラッシュの生涯について判明していることは極めて限られているが、1800年以前に生まれ、少なくとも1832年までホルン奏者として活動していたことが確かめられている。彼は2つのホルン練習曲集、op.5とop.6を残している。このうちop.5は早くに忘れられ、近年になって再発見された。もう一方のop.6が広く用いられる「60の練習曲」に当たる。なお「60の練習曲」は上下2巻で出版されていることが多いが、これはop.6を2つに分けただけであり、op.5の内容を含んでいるわけではない。
「60の練習曲」の大部分は、ホルンの高音域での技術的課題の克服に焦点が当てられている。ホルンを学ぶ上級レベルの学生の多くはこの「60の練習曲」を使用している。またホルン以外の金管楽器（トランペット、トロンボーン、テューバ）の練習曲としても利用されている。
現在「60の練習曲」は複数の出版社によって販売されているが、初期の版において発生した誤植のため、表紙に記された作者の名前が「C. Kopprasch」（正しくはG. Kopprasch）となっていることがしばしばある。

## 外部サイト
ゲオルク・コップラッシュの楽譜 - 国際楽譜ライブラリープロジェクト